# Novillada

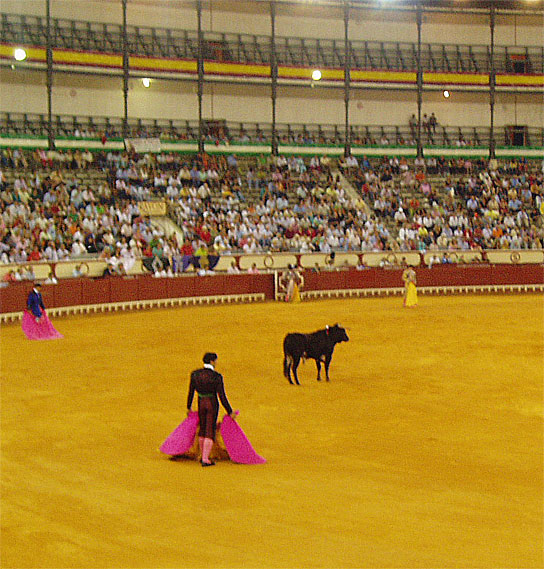
Novillada aux arènes de El Puerto de Santa María

Une novillada est une corrida opposant de jeunes taureaux (novillos) à de jeunes toreros n'ayant pas encore pris l'alternative (novilleros).
En France, on comptait en 2003 89 novilladas pour toute la saison (le chiffre de 2004 n'est pas disponible). 

## Présentation
Le matador commence sa formation par une phase d'apprentissage en toréant de jeunes taureaux âgés de moins de trois ans (becerros) au cours de novilladas sans picador. Les novilladas non piquées sont dites économiques parce qu'elle coûtent moins cher à l'empresa qui n'a pas à payer le picador, et aux spectateurs, car les prix de billets sont moins élevés.
Si l'apprenti torero a du talent, du courage et aussi de la chance, après un certain nombre de novilladas sans picador, il pourra se présenter comme novillero pour combattre des taureaux de trois à quatre ans (novillos) au cours de novilladas.
Enfin, il prendra l'alternative dans une course où, sous le parrainage d'un matador et en présence d’un témoin, il obtiendra le droit de combattre des taureaux de plus de quatre ans.

## Historique
On appelait novillada dans le passé les combats sans règle stricte qui se tenaient sur la place du village et qui opposaient des taureaux à des aficionados non professionnels. Selon les écrits de Oduaga-Zolarde (anagramme de Aguado de Lozar, 1854), la novillada était une « petite course dans laquelle ne figurent que de jeunes taureaux ayant même les cornes tamponnées (...) elles remplacent pendant les grandes chaleurs à Madrid les courses de taureaux ». Ceci correspondrait aujourd'hui à une capea (course de jeunes taureaux pour amateurs). 
Il n'était pas toujours possible à l'époque de distinguer clairement corrida et novillada, les règles et la forme du combat n'étant pas encore fixées au XVIIIe siècle, époque où les cuadrillas infantiles (cuadrillas d'enfants) se produisaient devant des becerros et où Curro Guillén était chef de lidia à l'âge de quinze ans. 
Il n'était pas rare que, dès la fin du XVIIIe et la première moitié du XIXe siècle, des spectacles de pantomime et de toro de fuego accompagnent des combats plus sérieux. Les novilladas alternaient souvent avec des spectacles de théâtre, des combats de fauves, ou des démonstrations de femmes toreros. 
La novillada a, depuis, pris sa forme actuelle.
De nos jours, les règles qui organisent les novilladas sont aussi strictes que celles de la corrida. La différence porte sur la taille, l'âge, la condition physique du taureau et sur le fait que le matador ait pris ou non l'alternative.
La novillada peut être « piquée » (avec picador) ou « non piquée » (sans picador). Elle peut opposer le novillero à des taureaux plus âgés que les novillos, de taille identique aux taureaux, mais déclassés au moment de la tienta, pour défaut physique, manque de bravoure, ou tout simplement niveau jugé insuffisant par le ganadero pour la corrida.